# Orient (Schiff, 1757)
Die Orient (französisch L’Orient ‚Der Orient‘) war ein Linienschiff der französischen Marine, das von 1759 bis 1782 in Dienst stand.

## Geschichte

### Bau
Die spätere Orient wurde von dem Marinearchtekten Antoine Groignard im Auftrag der französischen Compagnie des Indes entworfen und auf deren Werft in Lorient im April 1756 auf Kiel gelegt. Der Stapellauf erfolgte am 9. Oktober 1756 und die Indienststellung im August 1757. Sie war das größte jemals für die Kompanie gebaute Schiff.

### Einsatzgeschichte
Die Orient wurde im Mai 1759 durch die französische Marine erworben und in Dienst gestellt. Im November 1759 war sie als Geschwaderflaggschiff von Joseph-Marie Budes de Guébriant Teil der französischen Flotte von Hubert de Brienne, die eine Invasion auf den britischen Inseln decken sollte. In dieser Funktion nahm sie am 20. November 1759 an der Seeschlacht in der Bucht von Quiberon teil. In welchem die französische Flotte durch die britische, unter verlust von sieben Linienschiffen, geschlagen wurde.
Von 1765 bis 1766 wurde die Orient durch Jean Geoffroy in Brest überholt und zum 74-Kanonen-Schiff mit einer Verdrängung von 1.650 Tonnen umgebaut. Diesem folgte eine weitere Überholung von 1777 bis April 1778. Anschließend war sie am 27. Juli 1778 eines von 31 französischen Linienschiffen in der Seeschlacht bei Ouessant gegen die britische Marine. Am 28. Dezember 1778 segelte die Orient, unter dem Kommando von Thomas d’Estienne d’Orves von Brest aus zur Verstärkung der französischen Kolonie Île de France im Indischen Ozean, wo sie im September 1779 eintraf. Auf Grund von Mangelernährung litt ein Teil der Besatzung an Skorbut. Im April 1781 verstarb der bisherige Kommandant Estienne d’Orves und wurde vorerst durch den Ersten Offizier Bolle ersetzt, bis am 9. Februar 1782 Admiral Suffren das Kommando an Jean Baptiste Christy de La Pallière übertrug. Im weiteren Verlauf des Jahres war sie an den Seeschlachten von Sadras (17. Februar 1782), Providien (12. April 1782), Negapatam (6. Juli 1782) und Trincomalee (3. September 1782) beteiligt.

### Untergang
Nach der Seeschlacht von Trincomalee lief die Orient am 8. September 1782 gegen 4 Uhr in der Nähe von Trincomalee (Ceylon), unter der direkten Führung des Jean-Anne Christy de la Pallière, auf einen Felsen und blieb stecken. Nach Hilfeleistung durch andere französische Schiffe wurde die Orient wieder flott gemacht, stieß aber gegen einen anderen Felsen in der Nähe und wurde so zum Totalverlust. Teile ihrer Takelage wurden anschließend geborgen und zur Reparatur der beschädigten Schiffe Illuste und Héros verwendet. Der für das Unglück verantwortliche Offizier Jean-Anne Christy de la Pallière – Sohn des Schiffskommandanten – wurde anschließend aus der Marine entlassen, aber später wieder aufgenommen und stieg bis zum Contre-amiral auf.

## Technische Beschreibung

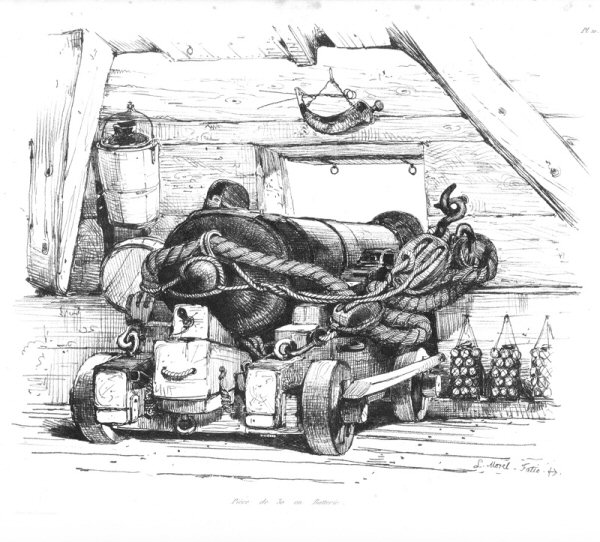
Zeichnung einer französischen
36-Pfünder-Kanone.

Die Orient war als Batterieschiff mit zwei durchgehenden Geschützdecks konzipiert und hatte eine Länge von 56,62 Metern (Geschützdeck) bzw. 51,65 Metern (Kiel), eine Breite von 14,29 Metern und einen Tiefgang von 6,66 Metern bei einer Verdrängung von 1.800/3.000 Tonnen. Sie war ein Rahsegler mit drei Masten (Fockmast, Großmast und Kreuzmast). Der Rumpf schloss im Heckbereich mit einem Heckspiegel, in den Galerien integriert waren, die in die seitlich angebrachten Seitengalerien mündeten.
Die Bewaffnung bestand bei Indienststellung aus 80 Geschützen.
|        | Unteres Batteriedeck | Oberes Batteriedeck | Backdeck      | Achterdeck     | Kanonen (Geschossgewicht) |
| ------ | -------------------- | ------------------- | ------------- | -------------- | ------------------------- |
| Design | 30 × 36-Pfünder      | 32 × 18-Pfünder     | 6 × 6-Pfünder | 12 × 6-Pfünder | 80 Kanonen (440,55 kg)    |
| 1766   | 28 × 36-Pfünder      | 30 × 18-Pfünder     | 6 × 6-Pfünder | 10 × 6-Pfünder | 74 Kanonen (410,20 kg)    |